# Rosenbad

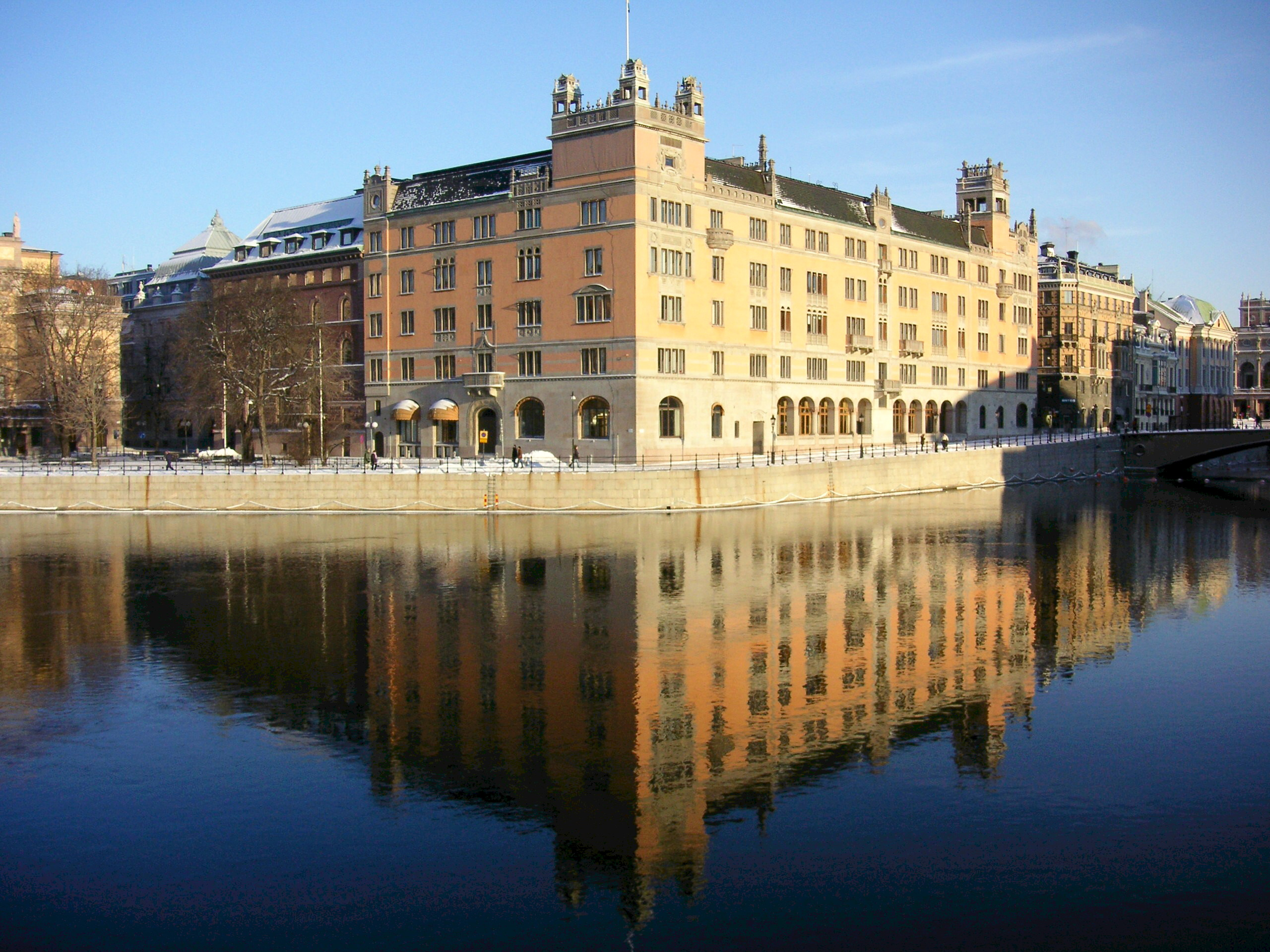
Rosenbad vu depuis le pont Vasa en 2006.

Rosenbad est un bâtiment situé à Norrmalm dans le centre-ville de Stockholm en Suède. Il abrite le cabinet du Premier ministre et d'autres services gouvernementaux, en particulier le ministère de la Justice et le ministère de l'Immigration. C'est aussi à Rosenbad qu'ont lieu conseils des ministres et conférences de presse gouvernementales.

## Histoire
Le nom de Rosenbad (qui signifie littéralement bain de roses) remonte à une cabine de bain qui est édifiée sur les lieux en 1684. Elle appartient à un émigré allemand, Christoffer Thiel, et prend tout d'abord le nom de Lillienbadh (bain de lis). C'est en 1708 que ce nom devient Rosenbad. 

## Architecture

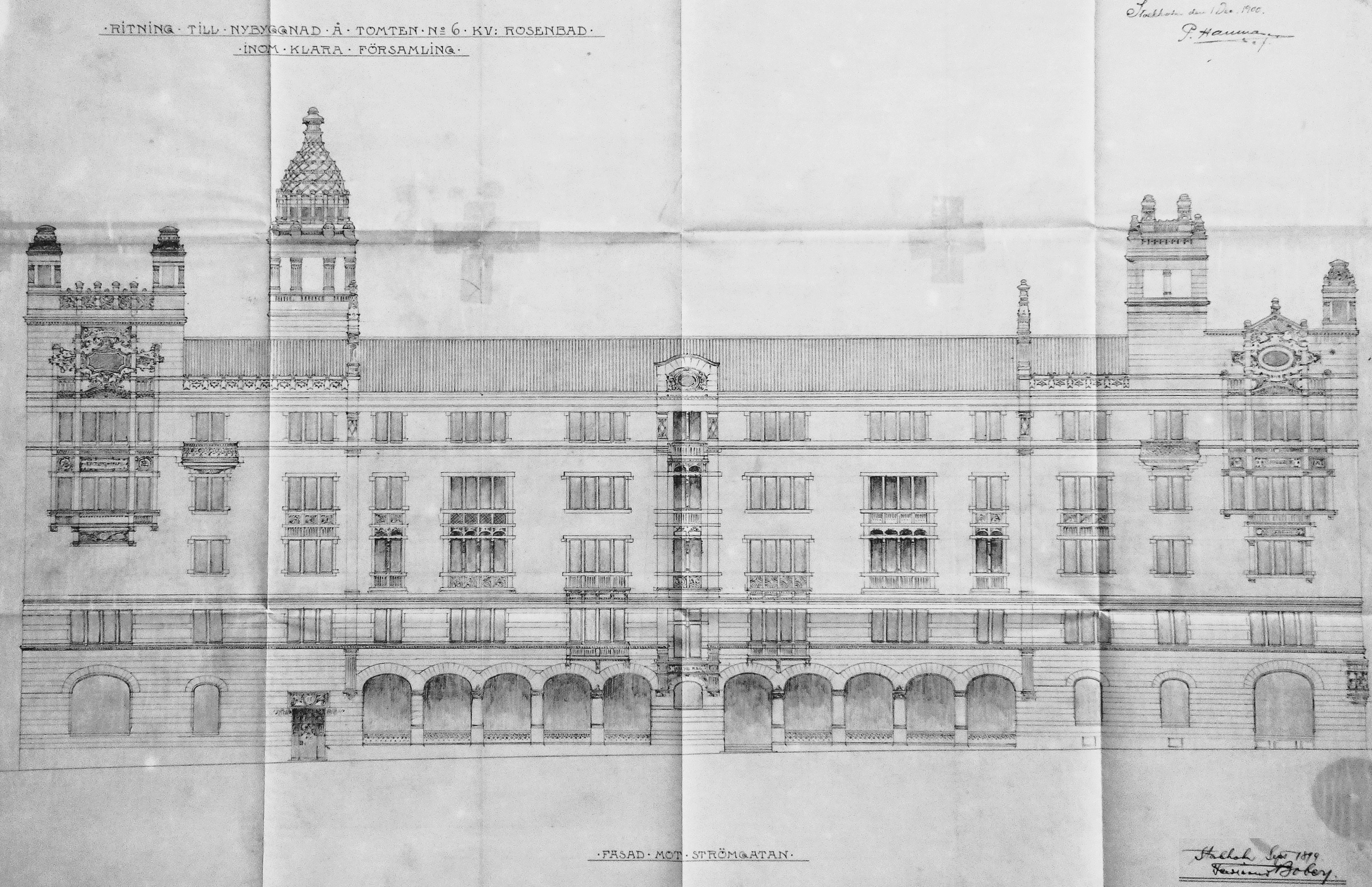
Architectural drawings by Ferdinand Boberg, Rosenbad.

Rosenbad est une création de l'architecte Ferdinand Boberg, réalisée pour le compte de la compagnie AB Rosenbad et pour la banque Nordiska Kreditbanken. Le bâtiment, édifié sur un terrain précédemment occupé par le palais de Bonde, est inauguré en 1902. Il s'agit d'un complexe immobilier regroupant appartements de standing, restaurant, café, agence bancaire, boutiques et bureaux. On accède à ces différentes activités pas différentes entrées et cages d'escaliers. Le bâtiment est richement décoré d'ornements poétiques sculptés dans le grès rose et blanc des façades. L'angle du bâtiment qui surplombe la rue Strömgatan est dominé par des tours ajournées, qui forment un ensemble de pointes dirigées vers le ciel, et sont typiques de l'architecture de Boberg. Avec sa position sur les rives du lac Mälaren, Rosenbad n'est pas sans évoquer un palais gothique vénitien. 
Le bâtiment est classé monument historique (byggnadsminne).

## Transformation en palais gouvernemental
Les services du gouvernement, autrefois appelés « services de sa majesté royale », étaient à l'origine situés au palais royal de Stockholm. Les locaux se révèlent rapidement trop étroits et au XVIIIe siècle, on emménage non loin de là, place Mynttorget, dans un bâtiment qui prend bientôt le nom de Kanslihuset.
L'État suédois commence à prendre possession de certaines parties de Rosenbad dès 1919, et en 1922 c'est le tout nouveau ministère du Commerce qui y emménage. La conversion en bâtiment officiel est dirigée entre autres par l'architecte Sven Silow. En 1956, le restaurant ferme définitivement ses portes, et le gouvernement en profite pour acquérir de nouveaux locaux.
Pendant les années 1980 et 1981, des travaux d'aménagement intérieur sont menés par le cabinet d'architectes Tengbom arkitekter pour convertir les anciens locaux en bureaux modernes et fonctionnels. On est ensuite revenu en arrière, et une grande partie des décorations originales ont pu être restaurées. En 1981, la Kanslihuset est définitivement abandonnée, et le cabinet du Premier ministre s'installe à Rosenbad.

## Détails des façades

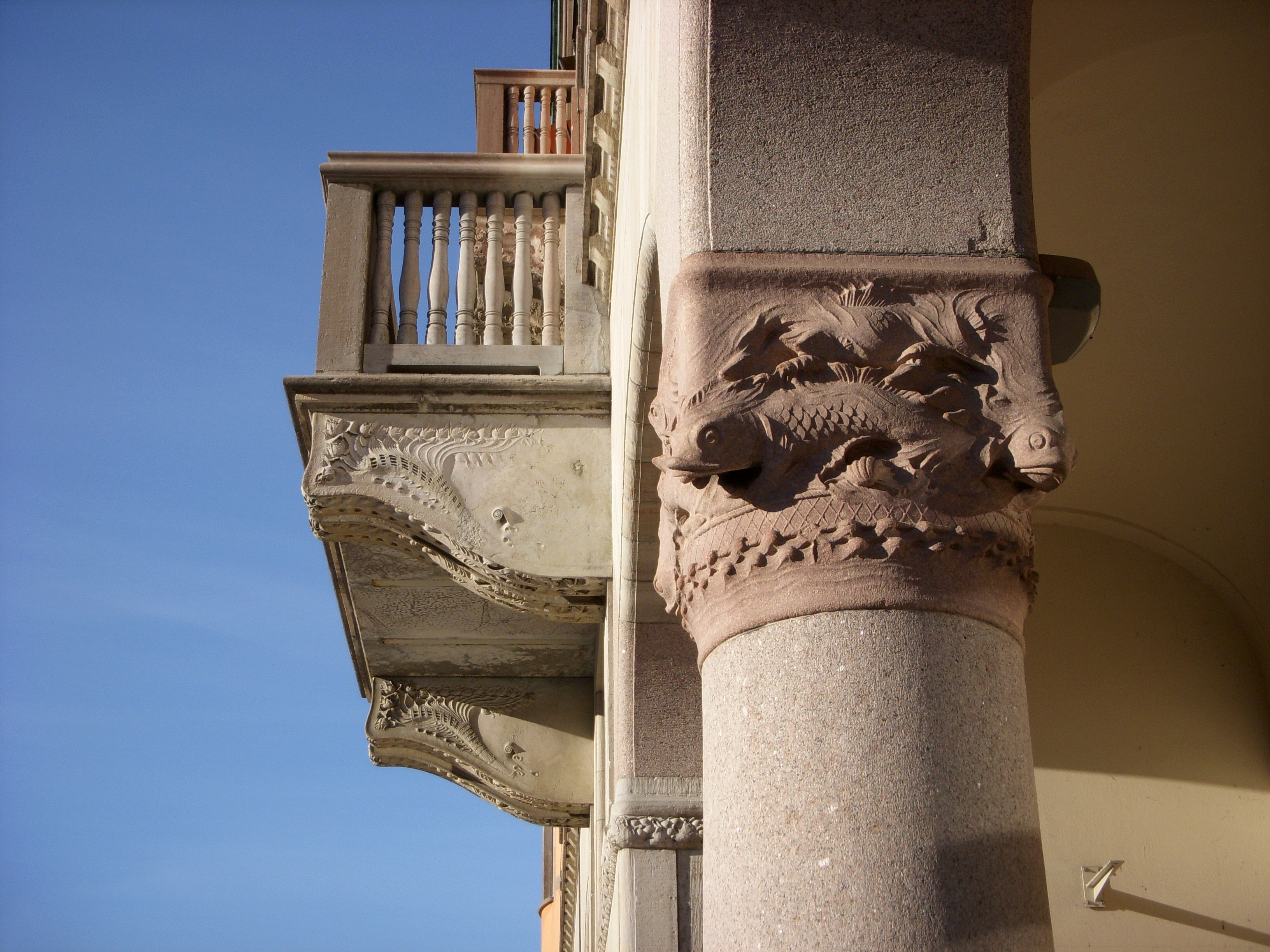
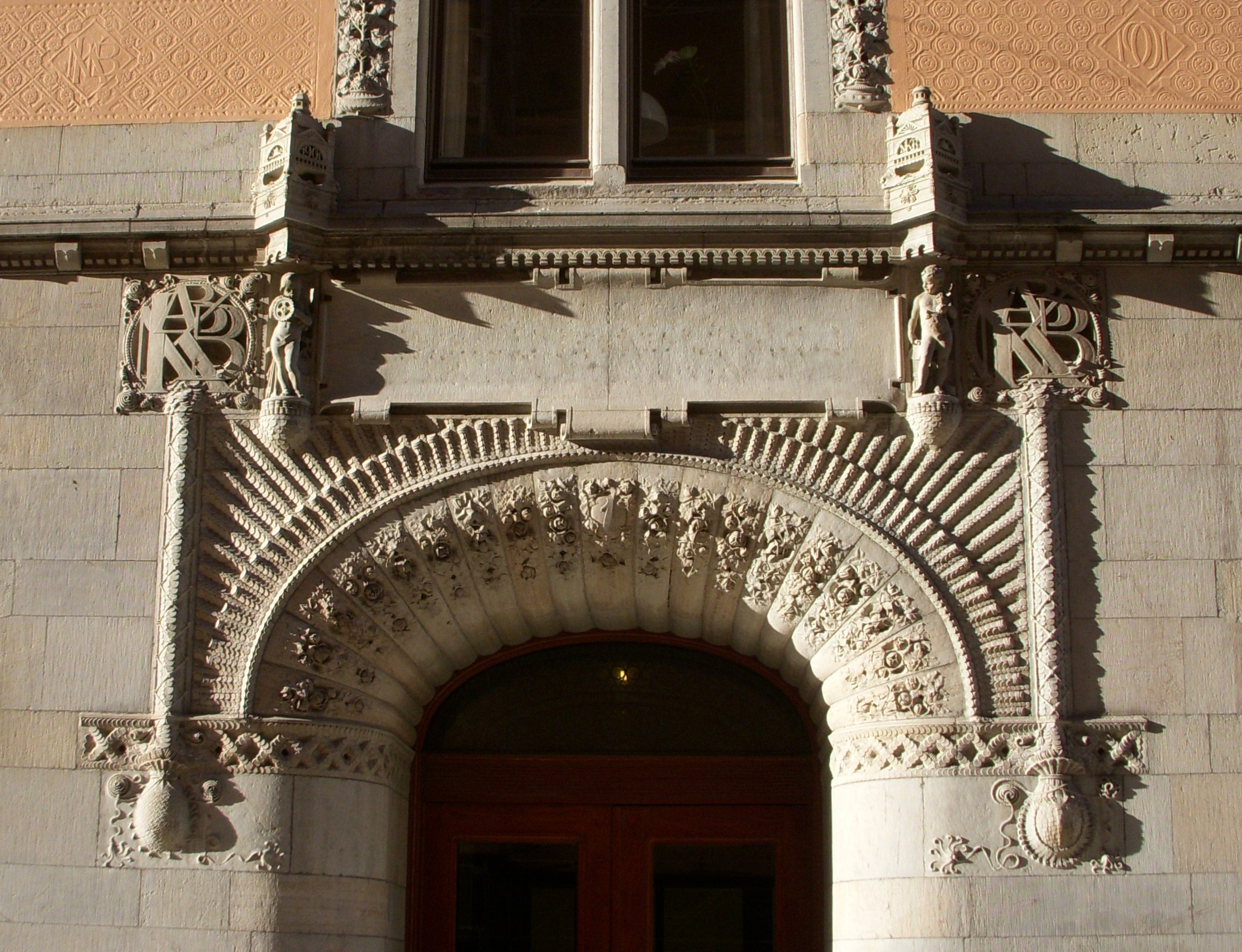
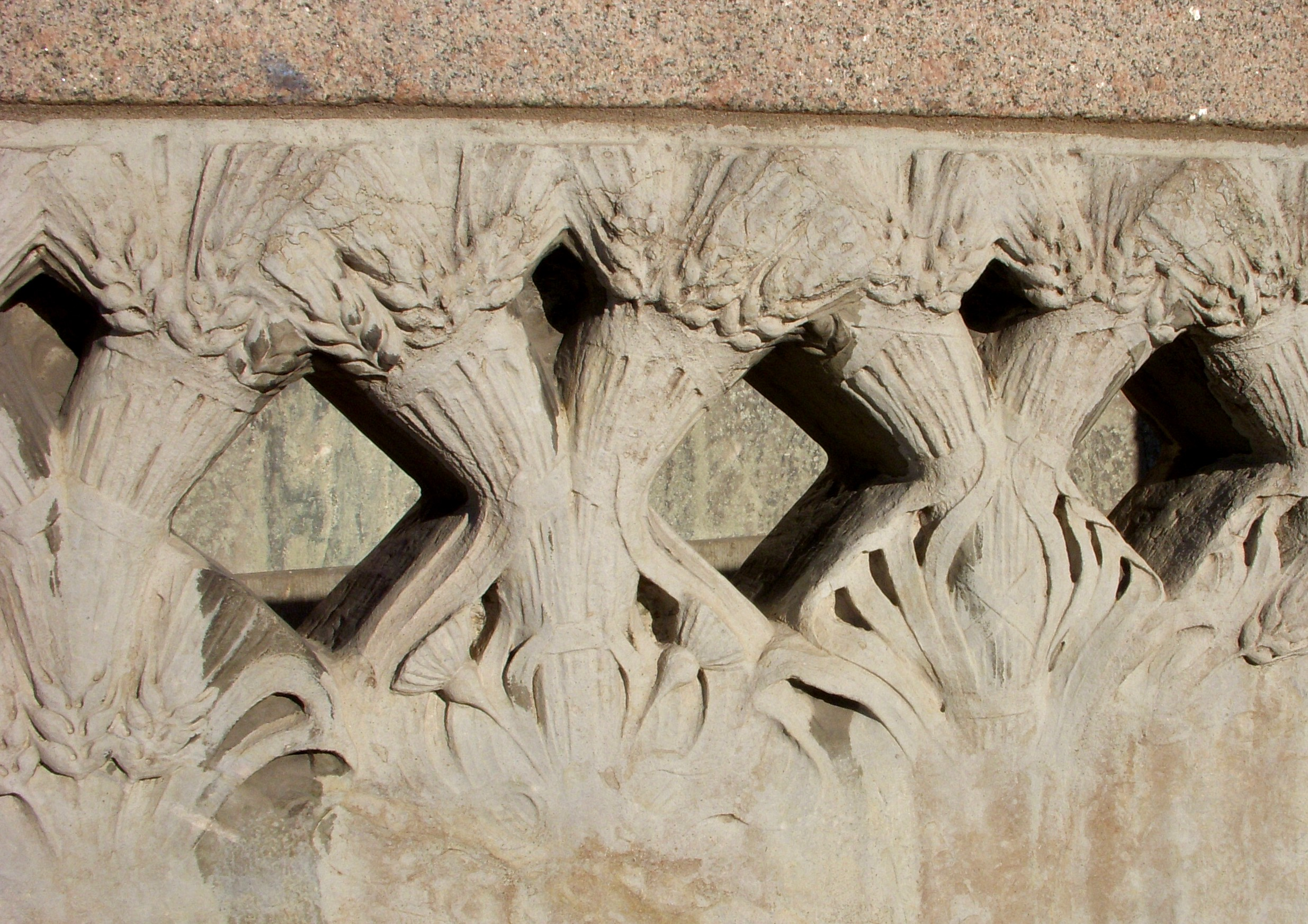
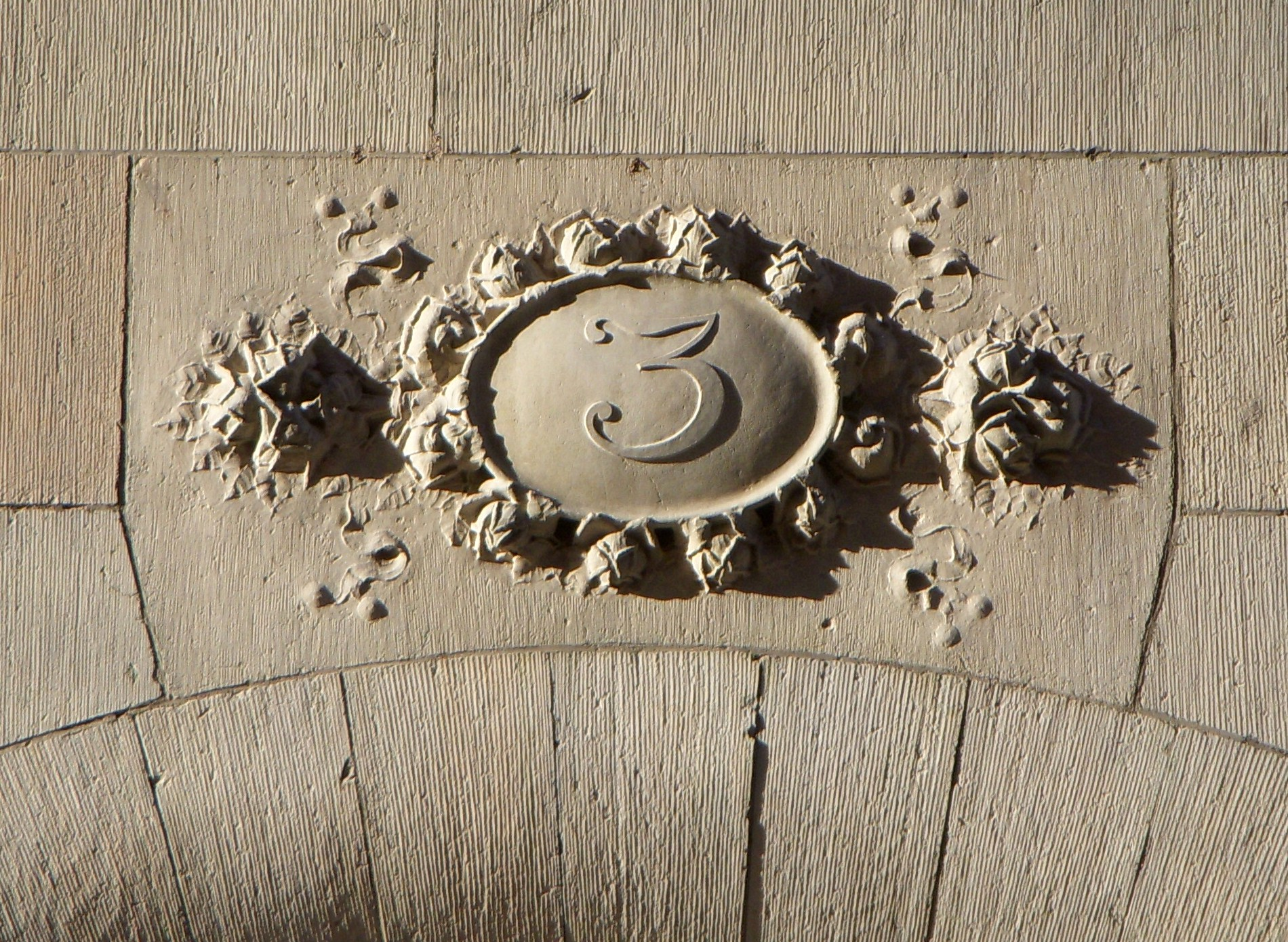